# Chelles (Seine-et-Marne)
Chelles is een gemeente in het Franse departement Seine-et-Marne (regio Île-de-France). De gemeente telde 54.372 inwoners op 1 januari 2022. De plaats maakt deel uit van het arrondissement Torcy en sinds 2016 van het gemeentelijk samenwerkingsverband Communauté d'agglomération Paris-Vallée de la Marne.
In Chelles was de voormalige abdij van Chelles gevestigd.
Het recreatiecentrum Île de loisirs de Vaires-Torcy ligt deels op het grondgebied van de gemeente.

## Geschiedenis
Al voor de verovering van Gallië door de Romeinen was hier een nederzetting. De plaats bleef bestaan tijdens de Gallo-Romeinse periode. Archeologische vondsten wijzen erop dat er in deze periode niet enkel bewoning was, maar ook handel en nijverheid.

### Chelles en zijn abdij
Vanaf de tijd van Clovis verbleef het merovingische hof regelmatig in Chelles, waar een palts werd gebouwd op Romeinse ruïnes. Clovis' weduwe Clothilde trok er zich terug in een klooster dat ze bij de palts liet bouwen. Bathildis, de weduwe van Clovis II, maakte van dit kleine klooster uit een koninklijke abdij, die een schat een relieken bezat. Bij de abdij groeide de plaats Chelles, die vooral leefde van de landbouw, maar waar ook ambachtslui gevestigd waren. Tijdens de Honderdjarige Oorlog zochten de nonnen van de abdij hun toevlucht in Parijs. Bij hun terugkeer aan het begin van de 15e eeuw lagen het dorp en de abdij in puin. De abdis vroeg aan koning Karel VI de toelating om een stadsmuur om Chelles te bouwen, maar dit werk werd nooit ten uitvoer gebracht. In de 17e eeuw was Chelles uitgegroeid tot een handelsstad met twee jaarmarkten en een wekelijkse markt. De abdij bleef dochters van koninklijke bloede aantrekken, zoals Louise Adélaïde van Orléans.

### Moderne tijd
Na de Franse Revolutie werd de abdij in 1790 afgeschaft en zes jaar later verkocht als nationaal goed. De abdij werd grotendeels afgebroken. Tijdens de 19e eeuw bleef de landbouw dominant in Chelles. Er waren wijngaarden en graanakkers en er werden runderen en geiten gehouden. Er werd ook gips gewonnen en er kwam in beperkte mate industrie. In 1828 kwam er een eerste brug over de Marne, in 1849 kwam er een treinstation en in 1865 werd het kanaal tussen Vaires en Neuilly-sur-Marne geopend. Tussen 1876 en 1879 werd een fort gebouwd op de 104 meter hoge Mont Chalâts als onderdeel van de tweede verdedigingsgordel rond Parijs. In de 20e eeuw verstedelijkte Chelles in snel tempo. De bouw van rangeerstation Vaires-Triage (1928) was hierbij een kantelpunt.

## Geografie
De oppervlakte van Chelles bedroeg op 1 januari 2022 15,9 vierkante kilometer; de bevolkingsdichtheid was toen 3.419,6 inwoners per km². De Marne stroomt door de gemeente.
De onderstaande kaart toont de ligging van Chelles met de belangrijkste infrastructuur en aangrenzende gemeenten.

## Demografie
Onderstaande figuur toont het verloop van het inwonertal (bron: INSEE-tellingen).

## Geboren
- Guy-Pierre Fauconnet (1882-1920), kunst- en decorschilder
- Slimane Nebchi (1989), zanger